# 이리노촌 (군마현)
이리노촌(일본어: 入野村)은 일본 군마현 다노군에 설치되었던 촌이다.